# Serge Meystre
Pour les articles homonymes, voir Meystre.
Serge Meystre, né le 19 septembre 1958, est un champion suisse d'athlétisme handisport.

## Biographie
Serge Meystre est paraplégique depuis un accident de travail survenu en 1976. Il est marié et père d'un jeune garçon.

## Carrière sportive
Athlétisme
- Champion suisse sur 100 m, 800 m et 1500 m.
- Participation aux Jeux paralympiques de Arnhem en 1980.
- vainqueur du marathon de Turin en 1999[1]

Basket-ball
- Champion suisse et vainqueur de la Coupe Suisse avec Pully en 1988.
- Vainqueur de la Coupe Suisse avec les Aigles de Meyrin en 1996.
- Coupe d’Europe à Athènes avec Meyrin en 1996.
- Coupe d’Europe à Lisbonne avec Meyrin en 1997.
- Coupe d’Europe à Badajoz avec Pully en 1998.

Karting
- Champion Suisse en 1988 (cat. H)

Handbike
- 2002: European Handbike Circuit (48e rang)
- 2003: European Handbike Circuit (44e rang)
- 2004: European Handbike Circuit (14e rang)
- 2005: European Handbike Circuit (10e rang)
- 2006: European Handbike Circuit (27e rang), blessé

## Tour du Lac Léman
Le Tour du Lac Léman est une course de handbike, longue de 177 kilomètres. Il s'agit de la plus longue course de handbike au niveau mondial. Cette course est organisée par Serge Meystre depuis 2000. Le record est détenu par Errol Markelein du Team SOPUR qui a bouclé le tour 2006 en 5h 22 min.